# Sevyn Streeter
Amber Denise Streeter (née le 7 juillet 1986), connue par son nom de scène Sevyn Streeter, est une auteur-compositeur-interprète  américaine, aussi connue pour avoir été membre du groupe TG4 et RichGirl sous le nom de Sev7n. En 2012, elle change son nom de scène pour Sevyn Streeter.

## Carrière

### 2001–12:TG4etRichGirl
Streeter signe son premier contrat musical à l'âge de 15 ans. Chris Stokes offre à streeter sa première exposition musicale après qu'elle a chanté pour B2K et IMx à un concert dans la ville d'Orlando en Floride début 2011. Davida, Ashley et Keisha sont sélectionnées après des auditions. Le groupe prend le nom de TG4, l'abréviation de TomGirls 4. Le seul single leader du groupe est Virginity qui atteint le numéro 88 au Billboard R&B en 2002. Leur 2e single est 2 minutes, accompagné d'un clip. Le single a échoué dans les charts. Le groupe se sépare de leur label et leur album Time for the new est mis de côté. Après que Davida Williams ait quitté le groupe pour se consacrer à sa carrière d'actrice, le groupe change son nom pour TomGirls 4 Eva et elles signent chez Soul Chemistry. Peu de temps après, le groupe se dissout.
Puis Sevyn est découverte par Rich Harrison sur MySpace, elle signe chez Richcraft sous le nom Sev7n. Amber "Sev7n" Streeter signe un contrat avec Jive Records et Richcarft en 2007 comme membre du groupe de Rich Harrison, RichGirl. Le groupe commence à travailler sur leur 1er album éponyme en 2009. Avec l'album, il sort, un single promotionnel issu du single, qui s'appelle "24" featuring Bun B. et 2 single officiel, He Ain't wit Me Now (Tho) et Swagger Right. À la suite du fait que ces singles ont échoué dans les charts, le groupe sort leur album éponyme, Fall in Love with RichGirl (en) en 2011. Le groupe se sépare après que tous les membres aient poursuivi leur carrière solo.

### 2013–2014:Call Me Crazy, But...
Suivant la sortie de l'album Fortune de Chris Brown, Se7en est présente sur l'album avec le nom Sevyn (le chiffre 7 est supprimé et la "v" et le "y" sont rajoutés). Se7en change son nom de scène pour Sevyn Streeter. Le 30 octobre 2012, elle sort son 1er single, I Like It, et le clip sort pour la 1re fois sur le programme de BET, 106 & Park le 4 janvier 2013 à Los Angeles en Californie. Elle sort son 2e single, It Won't Stop featuring Chris Brown le 22 mai 2013,,.
Le 24 juin 2013, Sevyn Streeter sort une version acoustic vidéo pour It Won't Stop.
Le 28 août 2013, Sevyn Streeter sort un remix de son deuxième single It Won't Stop featuring Chris Brown. Le clip vidéo du remix sort pour la 1re fois sur le programme de B.E.T., 106 & Park le 10 octobre 2013. Le clip est réalisé par Chris Brown. Le 1er EP de Streeter, sorti le 2 décembre 2013, s'appelle Call Me Crazy, But.... Son EP débute au no 5 des Billboard's Top R&B/Hip-Hop Albums avec 17 000 copies vendues, en accord avec Nielsen SoundScan.

### 2015-présent:On the Verge,1eralbumstudio
En 2015, Sevyn Streeter sort son 1er single "Don't Kill The Fun" en duo avec Chris Brown pour son prochain album intitulé On The Verge,,.
Sevyn a aussi enregistré la chanson "How Bad Do You Want It (Oh Yeah)" pour la bande originale du film Fast and Furious 7.
Le 27 août 2021, après quatre ans après la sortie de son 1er album, Sevyn Streeter révèle la pochette et la tracklist de son prochain album intitulé Drunken Wordz Sober Thoughtz. L'album sort le 17 septembre 2021.

## Influences
Sevyn Streeter cite comme plus grande influence, Aaliyah. Elle a fait une reprise de la chanson "Come Over" d'Aaliyah après avoir visité son école, "Detroit High School for the Fine and Performing Arts" à Detroit dans le Michigan en mai 2013. Elle a aussi écrit une lettre en la mémoire d'Aaliyah.
Elle est aussi influencée par Beyoncé, Kelly Rowland, Yolanda Adams, Whitney Houston, Celine Dion, Mariah Carey,Toni Braxton, Brandy Norwood et Earth, Wind & Fire.

## Écriture de chanson pour d'autres artistes
Sevyn Streeter a bâti sa carrière en écrivant des chansons pour d'autres artistes incluant Chris Brown, Brandy, Kelly Rowland, Alicia Keys, Fantasia Barrino, Ariana Grande, Trey Songz, Estelle et Tamar Braxton. Son travail d'écriture notable inclut New Day et Limitedless d'Alicia Keys, Slower de Brandy, International (serious) d'Estelle, Keep It Between Us et Gone de Kelly Rowland, Without a Man de Trey Songz, Yeah 3x, Next to You, Wet the Bed, Strip, Biggest Fan, Party Hard, Do It Again, Touch Me, Beg for It, Remember My Name, Bomb, Oh My Love et Fine China de Chris Brown, Get It Right et End of Me de Fantasia Barrino, All the Way Home de Tamar Braxton. Streeter a co-écrit la chanson The Way d'Ariana Grande.
Streeter a travaillé avec des artistes et des producteurs tels que Timbaland, Swizz Beatz, Babyface, Polow da Don, Jean-Baptiste/Free School, Pop & Oak, Harmony Samuels et The Runners,.

## Discographie
Albums Studios
| On the Verge                                                                   | - Sortie: TBA - Label: Atlantic - Formats: CD, téléchargement digital               |  | à venir | à venir | à venir |
| Girls Disrupted                                                                | - Sortie: TBA - Label: Atlantic - Formats: CD, téléchargement digital               |  |         |         |         |
| Drunken Wordz Sober Thoughtz                                                   | - Sortie: 17 septembre 2021 - Label: Atlantic - Formats: CD, téléchargement digital |  |         |         |         |
| "—" indique que la chanson ne s'est pas classée dans le hit-parade de ce pays. |                                                                                     |  |         |         |         |

EPs

### Singles
| "I Like It"                                  | 2012 | —   | 45 | 19 |            | NC                    |
| "It Won't Stop" (featuring Chris Brown)      | 2013 | 30  | 9  | 4  | - RIAA: or | Call Me Crazy, But... |
| "nEXt (Remix)" (featuring Kid Ink)           | 2014 | 123 | 39 | 19 |            | Call Me Crazy, But... |
| "Don't Kill The Fun" (featuring Chris Brown) | 2015 | —   | 19 | 16 |            | On The Verge          |
| "4th Street"                                 | 2015 | —   | —  | —  |            | On The Verge          |
| "Shoulda Been There" (featuring B.O.B.       | 2015 | —   | —  | —  |            | On The Verge          |
| "—" désigne les chansons non-classées.       |      |     |    |    |            |                       |

### Autres chansons classées
| Titre                              | Année | Positions dans les charts | Positions dans les charts | Positions dans les charts | Positions dans les charts | Album                  |
| Titre                              | Année | AUS                       | FRA                       | GER                       | SWI                       | Album                  |
| ---------------------------------- | ----- | ------------------------- | ------------------------- | ------------------------- | ------------------------- | ---------------------- |
| "How Bad Do You Want It (Oh Yeah)" | 2015  | 91                        | 137                       | 67                        | 65                        | Furious 7 (soundtrack) |

## Récompenses et nominations
| Année | Cérémonie               | Catégorie                 | Travail nommé  | Résultat   |
| ----- | ----------------------- | ------------------------- | -------------- | ---------- |
| 2014  | Soul Train Music Awards | Meilleur nouvelle artiste | Sevyn Streeter | Nomination |